# Tom Clancy's Rainbow Six: Critical Hour
Tom Clancy's Rainbow Six: Critical Hour è un videogioco sparatutto in prima persona tattico sviluppato dalla Red Storm Entertainment e pubblicato dalla Ubisoft per la piattaforma Xbox, il gioco fa parte della serie Rainbow Six.